# توگ کلاس گلن (۱۹۷۵)
توگ کلاس گلن (۱۹۷۵) (به انگلیسی: Glen-class tug (1975)) یک کلاس از کشتی است که طول آن ۲۸٫۹۵ متر (۹۵ فوت ۰ اینچ) می‌باشد.